# Чад на летних Олимпийских играх 1964
Чад принимал участие в Летних Олимпийских играх 1964 года в Токио (Япония) в первый раз за свою историю, но не завоевал ни одной медали. Страну на Играх представляли два легкоатлета.

## Лёгкая атлетика
Спортсменов — 2
Мужчины
| Ахмед Исса     | 800 м           | 1:49,7 | 2 | 1:49,4 | 6 | Не прошёл | Не прошёл | Не прошёл | Не прошёл | Не прошёл | Не прошёл |
| Махамат Идрисс | Прыжки в высоту | 2,06   | 3 |        |   | 2,09      | 9         |           |           |           |           |